# Transdutor de espaço logarítmico (LST)
Um Trandutor de espaço logarítmico (LST) é um tipo de Máquina de Turing usada para reduções de espaço logarítmico. 
Um LST tem três fitas:
- Uma fita apenas para leitura, de entrada.
- Uma fita para ler/escrever, de trabalho.
- Uma fita apenas para escrita, de saida.

Uma linguagem A é dita espaço logaritmo redutível para uma linguagem B se existe uma LST que converte um problema A para um problema B, usando espaço logarítmico em sua fita, de tal modo que a entrada está em A se a saída está em B.
Esta parece ser uma ideia bastante complicada, mas existem duas propriedades úteis que ajudam a entender a redução:
1. A propriedade de transitividade. (A reduz a B e B reduz a C, então A reduz a C).
2. Se A reduz a B, e B é espaço logarítmico, então A é espaço logarítmico.